# (32091) Jasonwu
(32091) Jasonwu est un astéroïde de la ceinture principale.

## Description
(32091) Jasonwu est un astéroïde de la ceinture principale. Il fut découvert le 28 mai 2000 à Socorro (Nouveau-Mexique) par le projet LINEAR. Il présente une orbite caractérisée par un demi-grand axe de 2,32 UA, une excentricité de 0,11 et une inclinaison de 1,5° par rapport à l'écliptique.

## Compléments